# Sieben Stücke für das Pianoforte opus 25
Sieben Stücke für das Pianoforte opus 25 is een compositie. Het is een bundel miniaturen voor piano solo. Ze zijn waarschijnlijk geschreven op verzoek van muziekuitgeverij C.F.Peters Musikverlag, die wilde profiteren van het succes van de Symfonie nr. 1 van de componist. De bundel hoort tot het in de vergetelheid geraakte oeuvre van de componist. De stukjes zijn gebundeld 1-3 en 4-7.
De zeven stukjes:
1. Con fuoco
2. Allegretto
3. Leggiero
4. Marcato
5. Tempo guisto
6. Alla marcia
7. Vivace